# 华丽龙胆
华丽龙胆（学名：Gentiana sino-ornata）为龙胆科龙胆属的植物。分布在缅甸以及中国大陆的云南、西藏、四川等地，生长于海拔2,400米至4,800米的地区，常生于山坡草地，目前尚未由人工引种栽培。

## 异名
- Gentiana sino-ornata Balf. f. var. gloriosa Marq.